# Domacyno
Domacyno [pronunciación en polaco: /dɔmaˈt͡sɨnɔ/], (en alemán: Dumzin) es un pueblo ubicado en el distrito administrativo de Gmina Karlino, dentro del Condado de Białogard, Voivodato de Pomerania Occidental, en el norte de Polonia occidental. Se encuentra aproximadamente a 12 kilómetros al suroeste de Karlino, a 16 kilómetros al oeste de Białogard, y a 99 kilómetros al noreste de la capital regional Szczecin.
Antes de 1945, el área fue parte de Alemania. Para la historia de la región, vea Historia de Pomerania.